# Karl Scharping
Karl Hermann Franz Scharping (* 13. Juli 1908 in Kallies; † nach 1969) war ein deutscher Journalist und Funktionär im Reichsministerium für Volksaufklärung und Propaganda sowie Rundfunkkommentator. Nach dem Zweiten Weltkrieg kam er noch einmal kurz durch die Affäre um den Naumann-Kreis in die Nachrichten.

## Leben
Scharping absolvierte nach dem Abitur am Stettiner Stadtgymnasium 1927 ein Studium der Philosophie, Pädagogik und Geschichte an den Universitäten München, Berlin, Riga sowie Greifswald und wurde zum Dr. phil promoviert. Nach Studienende war er ab 1931 als Journalist tätig.
Nach Beginn des Zweiten Weltkrieges setzte ihn das Reichsministerium für Volksaufklärung und Propaganda als Hauptschriftleiter der Deutschen Lodzer Zeitung ein. Danach war er Regierungsrat im Propagandaministerium, zunächst ab Dezember 1939 in der Presseabteilung, anschließend von Dezember 1942 an bis 1945 in der Rundfunkabteilung als Stellvertreter Hans Fritzsches. Er war neben Fritzsche der wichtigste politische Kommentator des Rundfunks. Scharping scheute in seinen Vorträgen nicht vor dem kritischen Thema der NS-Zwangsarbeit zurück, die der Gesundung der europäischen Nationen diene. Das Ausscheiden Italiens aus dem Kreis der Achsenmächte im Jahr 1943 kommentierte er mit den Worten „Wer nicht mit uns marschieren will, mag verschwinden, wohin er will. Wer nicht mit uns arbeitet, mag verhungern, wo es ihm passt.“ Aus Reaktionen und Beobachtungen der NSDAP und des Sicherheitsdienstes zu Scharpings Vorträgen lässt sich jedoch ableiten, dass diese wohl nur bei denen verfingen, die am Nationalsozialismus festhielten. Die Diskrepanz zwischen Propaganda und Wirklichkeit war nicht länger zu überbrücken.
Während seiner Zeit in der Presseabteilung schrieb Scharping Artikel, die in deutschen Besatzungszeitungen erschienen (Brüsseler Zeitung, Deutsche Zeitung in den Niederlanden, Deutsche Zeitung im Ostland). Er war Mitglied der Fernseh-Division des RMVP und eng verbunden mit der NSDAP (AO) sowie der Südafrikanischen Studiengesellschaft. Der NSDAP trat er erst 1940 bei (Mitgliedsnummer 7.547.104).
Nach dem Krieg arbeitete er in Hamburg als Herausgeber von Heftromanen und anderen Publikationen. Während der Nürnberger Prozesse äußerte er sich über seinen früheren Vorgesetzten Fritzsche, dieser habe ein stilles, zurückgezogenes Leben geführt, auch wenn dessen Einkünfte nicht gerade bescheiden ausfielen. Scharpings Name kam noch einmal Anfang 1953 in die Öffentlichkeit, als ihm eine Zugehörigkeit zum Naumann-Kreis, der unter anderem in den Jahren 1952/53 insbesondere die nordrhein-westfälische FDP nationalsozialistisch zu unterwandern versuchte, angelastet und er deswegen verhaftet wurde. Seine Anwälte ließen verlauten, dass den Briten bei seiner Verhaftung ein Fehler unterlaufen sei. Scharping sei lediglich damit beschäftigt gewesen, seine beiden Firmen Stern-Verlag und ILA-Pressedienstzentrale aufzubauen und die Existenz seiner Familie zu sichern. Zudem unterstütze er, der zum zweiten Mal verheiratet sei, noch seine Frau und seine beiden Kinder aus erster Ehe. Ihn gut kennende Personen könnten bestätigen, dass Scharping seit 1945 keine politische Tätigkeit ausgeübt habe. Auch wenn er zum „Inneren Kreis“ zählte, hatte er nur ein sehr begrenztes Wissen zu Plänen und Aktivitäten. Eine Eigenständigkeit der letzteren wurde von Naumann, der sich die alleinige Führerschaft zu sichern suchte, nur gefördert, wenn sie ihm neue Kontakte einbrachten. Nachdem zunächst seine Habeas-Corpus-Petition am 19. März 1953 abgelehnt worden war, wurde Scharping bereits zwei Wochen später, sofort im Anschluss an seine Übergabe an die deutschen Behörden, aus der Haft entlassen.
Scharping hat sich anschließend vermutlich wieder seiner Verlegertätigkeit gewidmet, worauf diverse in seinem Stern-Verlag erschienene Werke hindeuten. 1970 wurde er von Heinz-Werner Eckhardt für dessen Werk Die Frontzeitungen des deutschen Heeres 1939–1945 (1975 erschienen) befragt.